# Tonja
Tonja (setukesiska: Ton'a eller Tona, även Tonä, Toona, Tuuna, Toonja eller Kala) är en by (estniska: küla) i Setomaa kommun i landskapet Võrumaa i sydöstra Estland. Byn ligger vid viken Värska laht vid sjön Peipus, norr om småköpingen Värska.
I kyrkligt hänseende hör byn till Räpina församling inom den Estniska evangelisk-lutherska kyrkan.
Före kommunreformen 2017 hörde byn till dåvarande Värska kommun.